# Cerkiew Prawdziwych Prawosławnych Chrześcijan Hellady
Cerkiew Prawdziwych Prawosławnych Chrześcijan Hellady (gr. Ἡ Ἐκκλησία τῶν Γνησίων Ὀρθοδόξων Χριστιανῶν Ἑλλάδος, ang. GOC, pol. Grecka Cerkiew Prawdziwie Prawosławna) – Cerkiew prawosławna  istniejąca od 1925 jako autonomiczna, powstała w opozycji do Kościoła Grecji po przyjęciu przez nich kalendarza neojuliańskiego oraz wstąpieniu w ruch ekumeniczny. Zwierzchnikiem Cerkwi jest Kallinik (Sarandopulos), Arcybiskup Aten i całej Hellady.
Po udanym zakończeniu procesu zjednoczeniowego greckich statostylnych hierarchów w latach 2012–2014, Cerkiew liczy 25 hierarchów, 280 kapłanów, 290 parafii i ponad 140 klasztorów i skitów. Synodalna rezydencja i kancelaria jak również redakcja synodalnej gazety „Głos Prawosławia” («Φωνή της Ορθοδοξίας») znajduje się w ateńskim śródmieściu – dzielnicy Omonia. Od 2011 roku w Stanach działa prawosławny Instytut Trzech Świętych Hierarchów. W 2015 roku rozpoczęło działalność Seminarium Teologiczne pw św. Focjusza. Działem nauk teologicznych i ich rozwojem wśród duchowieństwa i wiernych zajmują się kalifornijscy mnisi z Ośrodka Tradycjonalistycznych Nauk Prawosławnych (The Center for Traditionalist Orthodox Studies), które publikuje periodyki naukowe oraz jest wydawcą setek książek.

## Historia
Cerkiew Prawdziwych Prawosławnych Grecji stanowią wszyscy prawosławni duchowni i świeccy z Autokefalicznej Cerkwi Grecji oraz Patriarchatu Konstantynopola, którzy nie zaakceptowali zmiany kalendarza liturgicznego wprowadzonej w 1924 r. oraz ci którzy podjęli walkę przeciwko ruchowi ekumenicznemu .
Początkowo Stowarzyszenie Prawosławnych Chrześcijan przemianowało się w 1925 r. na „Prawdziwych Prawosławnych Chrześcijan” jako przeciwwagę wobec działań greckich nowokalendarzowców – kleru i wiernych będących w Cerkwi Grecji. W 1935 r., sytuacja zrzeszenia ulega zmianie gdy dołączają do niego trzej hierarchowie-metropolici, którzy poprzez nowe biskupie konsekracje tworzą administracyjne struktury – Świątobliwy Synod „Cerkwi P.P.Ch. Hellady” (Cerkwi Prawdziwie Prawosławnych Chrześcijan Hellady).
Po śmierci, we wrześniu 1955 r., zwierzchnika Cerkwi PPCh świętego metropolity Florinu Chryzostoma I (Kawuridis) jurysdykcja ta pozostała bez hierarchów. Decyzją zwołanego Soboru kapłanów i wiernych została powołana tymczasowa Rada Cerkwi w skład której weszło 12 archimandrytów.
W styczniu 1957 roku podczas II-ego Panhelleńkiego Soboru duchowieństwa i wiernych Prawdziwej Cerkwi Prawosławnej Hellady wybrano trzech kandydatów do biskupiej sakry – archimandrytów: Akakiusza (Papasa), Chryzostoma (Kiuzisa) oraz Chryzostoma (Naslimis). Po zamknięciu Soboru archimandryta Chryzostom (Kiuzis) jako Sekretarz Generalny Rady Cerkwi, powziął aktywne uczestnictwo w pertraktacjach z hierarchami Rosyjskiej Cerkwi Prawosławnej poza granicami Rosji w sprawie nowych biskupich konsekracji dla Grecji. 
W rezultacie rozmów 22 grudnia 1960 roku w mieście Detroit dwóch hierarchów Rosyjskiego Kościoła Prawosławnego poza granicami Rosji – biskup Chicago Serafin (Iwanow) wraz z biskupem Sewrskim Teofilem (Jonesku) dokonali dla PPCh Hellady biskupich konsekracji podnosząc do tej godności archimandrytę Akakiosa (Papasa).
W maju 1962 roku do Aten na zaproszenie Synodu PPCh Hellady z błogosławieństwem i materialnym wsparciem od św. Jana (Maksymowicza) przybył rosyjski emigracyjny arcybiskup Chile Leoncjusz (Filipowicz), który wraz z biskupem Akakiuszem podniósł do godności biskupiej: Cyklad Partheniosa, Gardykionu Auksentiusza (Pastrasa), Salaminy Geroncjusza (Mariolisa) i Diawlejskiego Akakiusza (Papasa). Metropolita odmówił nadania kanonicznej klauzuli dokonanym nowym święceniom, sam zaś arcybiskup Leoncjusz otrzymał 30 listopada 1962 r., reprymendę ze strony Arcybiskupiego Soboru Rosyjskiego Kościoła Prawosławnego poza granicami Rosji. W obronie arcybiskupa Leoncjusza ujęli się arcybiskupi Awerkiusz (Taszew) oraz św. Jan (Maksymowicz). 
Latem 1971 roku archimandryta Chryzostom (Kiuzis) został podniesiony do godności metropolity. W konsekracji wzięli udział zwierzchnik Synodu Cerkwi arcybiskup Ateński i całej Hellady Auksetniusz (Patras), metropolita Pireusu Geroncjusz (Mariolis), oraz biskupi z Rosyjskiego Kościoła Prawosławnego poza granicami Rosji.

## Struktura wewnętrzna
Na czele Cerkwi stoi Arcybiskup Aten i całej Hellady Kallinik. Kościół roztacza rozległą jurysdykcję nad misjami Kościoła za granicą; pieczę nad działalnością biskupów, kapłanów i misjonarzy poza granicami Grecji sprawuje Synodalna Komisja ds. Misji, w skład której wchodzą: metropolita Oroposu i Fili – Cyprian (przewodniczący), metropolita Dymitriadu – Focjusz, biskup Methonu – Ambroży, biskup Gardykionu – Klemens. Pod jurysdykcją Cerkwi znajduje się również klasztor Esfigmenu oraz liczne pustelnie i skity na Górze Athos. W samej zaś Grecji przynależą do Cerkwi 2 z 5 głównych miejsc pielgrzymkowych – klasztor św. Ireny Chryzowalantu (Heraklion Η Μονή της Αγίας Ειρήνης Χρυσοβαλάντου στο Ηράκλειο) oraz klasztor św. Cypriana i Justyny (Fili, Attyka).

## Podział administracyjny Cerkwi Prawdziwie Prawosławnych Chrześcijan Hellady

### Hellada – Grecja
Arcybiskupstwo
- Aten

Metropolia
- Attycka i Beocji
- Achajska i całego Peloponezu
- Dymitriadu
- Środkowej Grecji
- Eurypu i Eubeji
- Thessaloniki
- Krety
- Cyklad i Dodekanisu
- Larysy i Platamonu
- Pireusu i Salaminy
- Filipponu i Maronias
- Chiosu, Lesbos i Samos
- Oroposu i Fili

### Europa – Azja
Egzarchat Europy
Metropolia
- Serbii

Biskupstwo / Episkopia
- Południowej Osetii
- Gldani (Gruzja)
- Richmont (Anglia)
- Lunis (Włochy)
- Moraw (Czechy, Słowacja i Polska)
- Sztokholm (Szwecja)

### Afryka
Metropolia
- Kananga (Kongo)

Biskupstwo
- Embu (Kenia)

### Ameryka
Metropolia
- Ameryki
- Toronto

Biskupstwo
- Bostonu
- Etny i Portlandu

### Oceania i Australia
Metropolia
- Sydney[5]

## Organy administracyjne działające poza granicami Grecji
Synod Cerkwi P.P.Ch. Ameryki
Przewodniczący:
- Metropolita Ameryki Dymitr (Kiriaku)

Członkowie:
- Metropolita Toroncki Mojżesz (Mahany)
- Biskup Etny i Portlandu Auksencjusz (Chapman)
  - Biskup Theupolski Chrystodul (Michalakis)

Synodalna Komisja ds. Misji
Przewodniczący: 
- Metropolita Oroposu i Fili Cyprian (Julis)

Członkowie:
- Metropolita Dymitriadu Focjusz (Mandalis)
- Biskup Methonu Ambroży (Baird)
- Biskup Gardykionu Klemens (Papadopulos)

## Episkopat
W maju 2018 roku Świątobliwy Synod składał się z przewodniczącego, dziesięciu metropolitów i sześciu biskupów. Poza tym czterech metropolitów i czterech biskupów znajduje się w stanie spoczynku.
Przewodniczący:
- Arcybiskup Aten i całej Hellady Kallinik (Sarandopulos)

Metropolici:
- Metropolita Laryssy i Platamonu Atanazy (Postalas)
- Metropolita Eubeji i Ewripu Justyn (Koloturos)
- Metropolita Pireusu i Salaminy Geroncjusz (Ludaros)
- Metropolita Attyki i Beocji Chryzostom (Maniotis)
- Metropolita Thessaloniki Grzegorz (Markopulos)
- Metropolita Dymitriadu Focjusz (Mandalis)
- Metropolita Toroncki Mojżesz (Mahany)
- Metropolita Ameryki Dymitr (Kiriaku)
- Metropolita Filippijski i Maronicki Ambroży (Nikiforidis)
- Metropolita Oroposu i Fili Cyprian (Julis)

Biskupi:
- Biskup Methonu Ambroży (Baird)
- Biskup Lunijski Sylwan (Livi)
- Biskup Gardykionu Klemens (Papadopulos)
- Biskup Etny i Portlandu Auksencjusz (Chapman)
- Biskup Bresthenu Teodozjusz (Wasiliu)
- Biskup Theupolski Chrystodul (Michalakis), (wikary)

W stanie spoczynku:
- Metropolita Attyki i Diawleu Akakiusz (Pappas)
- Metropolita Thessaloniki i Dymitriadu Maksym (Tsitsimbakos)
- Metropolita Ameryki Paweł (Stratigeas)
- Metropolita Etny Chryzostom (González)
- Biskup Chrystianupolski Chryzostom (Marlases)
- Biskup wielkoschimnich Makariupolski Jan (Deurloo)
- Biskup Alanii Jerzy (Puchate)
- Biskup Portlandu Sergiusz (Black)